# Distigmoptera falli
Distigmoptera falli är en skalbaggsart som beskrevs av Blake 1943. Distigmoptera falli ingår i släktet Distigmoptera och familjen bladbaggar. Inga underarter finns listade i Catalogue of Life.